# Іст-Пеннсборо Тауншип (округ Камберленд, Пенсільванія)
Іст-Пеннсборо Тауншип (англ. East Pennsboro Township) — селище (англ. township) в США, в окрузі Камберленд штату Пенсільванія. Населення — 20 910 осіб (2020).

## Демографія
Згідно з переписом 2010 року, у селищі мешкало 20 228 осіб у 8379 домогосподарствах у складі 5342 родин. Було 8781 помешкання
Расовий склад населення:
| - 89,0 % — білих - 5,1 % — азіатів - 2,7 % — чорних або афроамериканців - 0,1 % — корінних американців - 1,0 % — осіб інших рас |

До двох чи більше рас належало 2,0 %. Частка іспаномовних становила 2,8 % від усіх жителів.
За віковим діапазоном населення розподілялося таким чином: 21,0 % — особи молодші 18 років, 64,4 % — особи у віці 18—64 років, 14,6 % — особи у віці 65 років та старші. Медіана віку мешканця становила 40,5 року. На 100 осіб жіночої статі у селищі припадало 92,3 чоловіків;  на 100 жінок у віці від 18 років та старших — 89,4 чоловіків також старших 18 років.
Середній дохід на одне домашнє господарство  становив 74 422 долари США (медіана — 62 458), а середній дохід на одну сім'ю — 86 306 доларів (медіана — 75 473). Медіана доходів становила 51 086 доларів для чоловіків та 42 701 долар для жінок. За межею бідності перебувало 9,7 % осіб, у тому числі 12,8 % дітей у віці до 18 років та 6,6 % осіб у віці 65 років та старших.
Цивільне працевлаштоване населення становило 10 846 осіб. Основні галузі зайнятості: освіта, охорона здоров'я та соціальна допомога — 18,7 %, публічна адміністрація — 13,9 %, фінанси, страхування та нерухомість — 12,9 %.